# Fontana di Sansone
La Fontana di Sansone o Felicijal (in ucraino Фонтан Самсон, Феліціял?) è una fontana in barocco ucraino di Kiev. Fu costruita nel XVIII secolo, successivamente demolita nel 1934 o 1935 e ricostruita nel 1981.

## Storia
Fu costruita nel 1748–1749 dopo la decisione del magistrato di Podil di riparare il sistema di distribuzione dell'acqua. Il progetto venne assegnato all'architetto Ivan Hryhorovych-Barskyi, discendente di una nota famiglia di Podil e laureato all'Accademia Mohyla di Kiev. La fontana era una rotonda circolare a padiglione con una cupola poggiante su quattro pilastri, con ciascun pilastro abbellito da due colonne di ordine corinzio. La cupola della fontana era sormontata da una statua di Sant'Andrea in rame dorato alta 2 metri. Prima del 1800 all'interno della fontana fu eretta la statua di un angelo. Nel 1809, l'angelo fu sostituito da una scultura lignea quasi a grandezza naturale di Sansone, che strappava le fauci di leone da cui sgorgava l'acqua, da cui il nome, Fontana di Sansone. La scultura era probabilmente modellata sulla famosa statua di Mikhail Kozlovskij, fulcro della Grande Cascata del Reggia di Peterhof, con Sansone che simboleggia la vittoria russa sulla Svezia a Poltava: il leone è un elemento dello stemma svedese e la battaglia fu vinta il giorno di San Sansone. La fontana riceveva l'approvvigionamento idrico dalla Starokievskaya Gora attraverso tubi di legno.

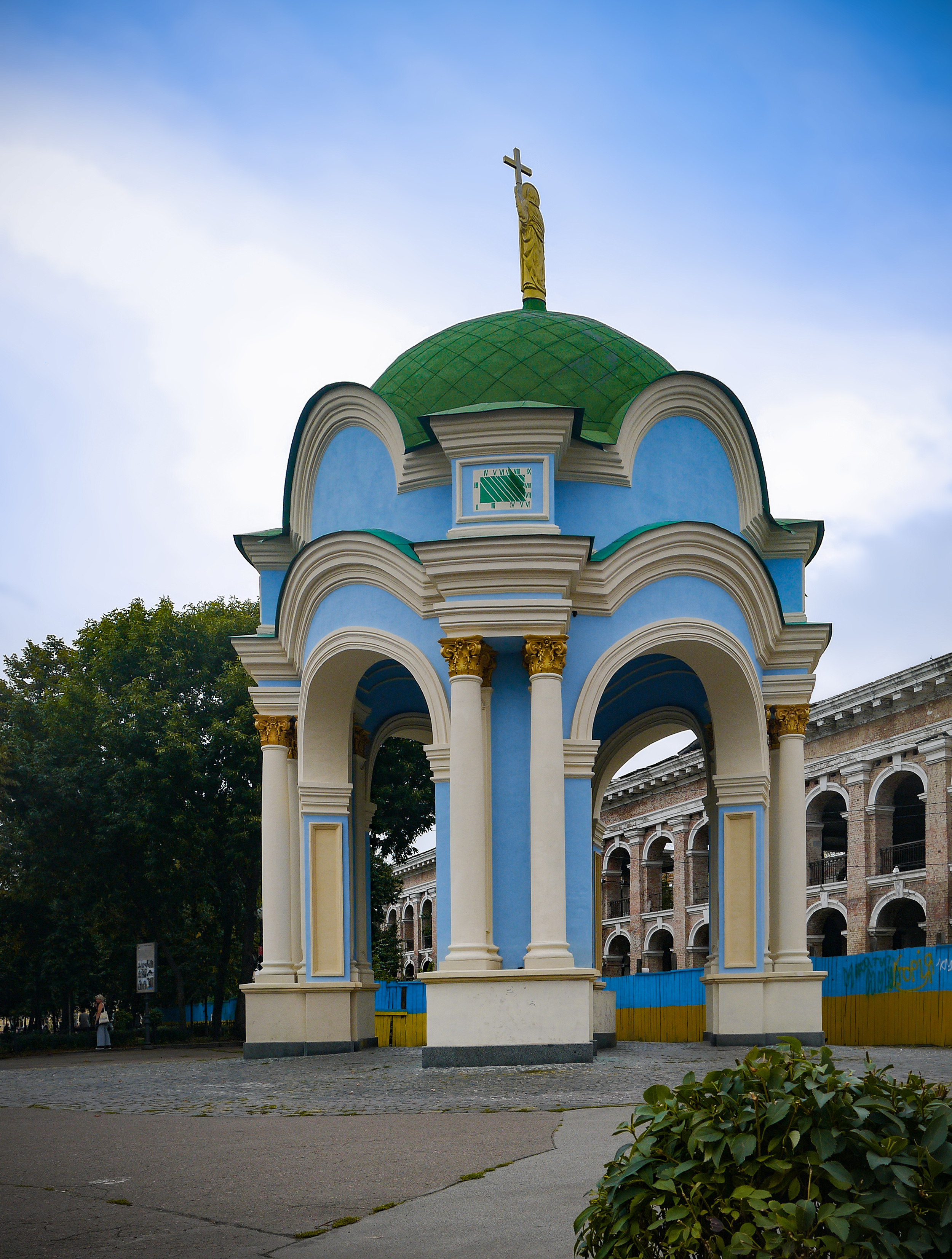
La Fontana di Sansone nuovamente ricostruita. La ricostruzione è stata completata nel 1981

Prima dell'inizio della prima guerra mondiale le due statue di Sant'Andrea e Sansone furono rimosse dalla fontana e messe in deposito, cosa che in seguito si rivelò utile poiché i bolscevichi distrussero completamente la struttura. Nel 1927 la cupola della rotonda fu riparata dal governo del consiglio comunale di Kiev. Nel 1935, l'Amministrazione per la pianificazione architettonica propose di includere la struttura in un parco pianificato sulla Piazza Rossa (oggi Piazza Kontraktova). Secondo una storia incerta, il funzionario del Partito Comunista Pavel Petrovič Postyšev, incaricò il presidente del consiglio comunale, Ryzhkov, di rimuovere il cosiddetto "chiosco". Nella notte la struttura settecentesca fu smantellata. Le sue fondamenta furono tuttavia conservate.

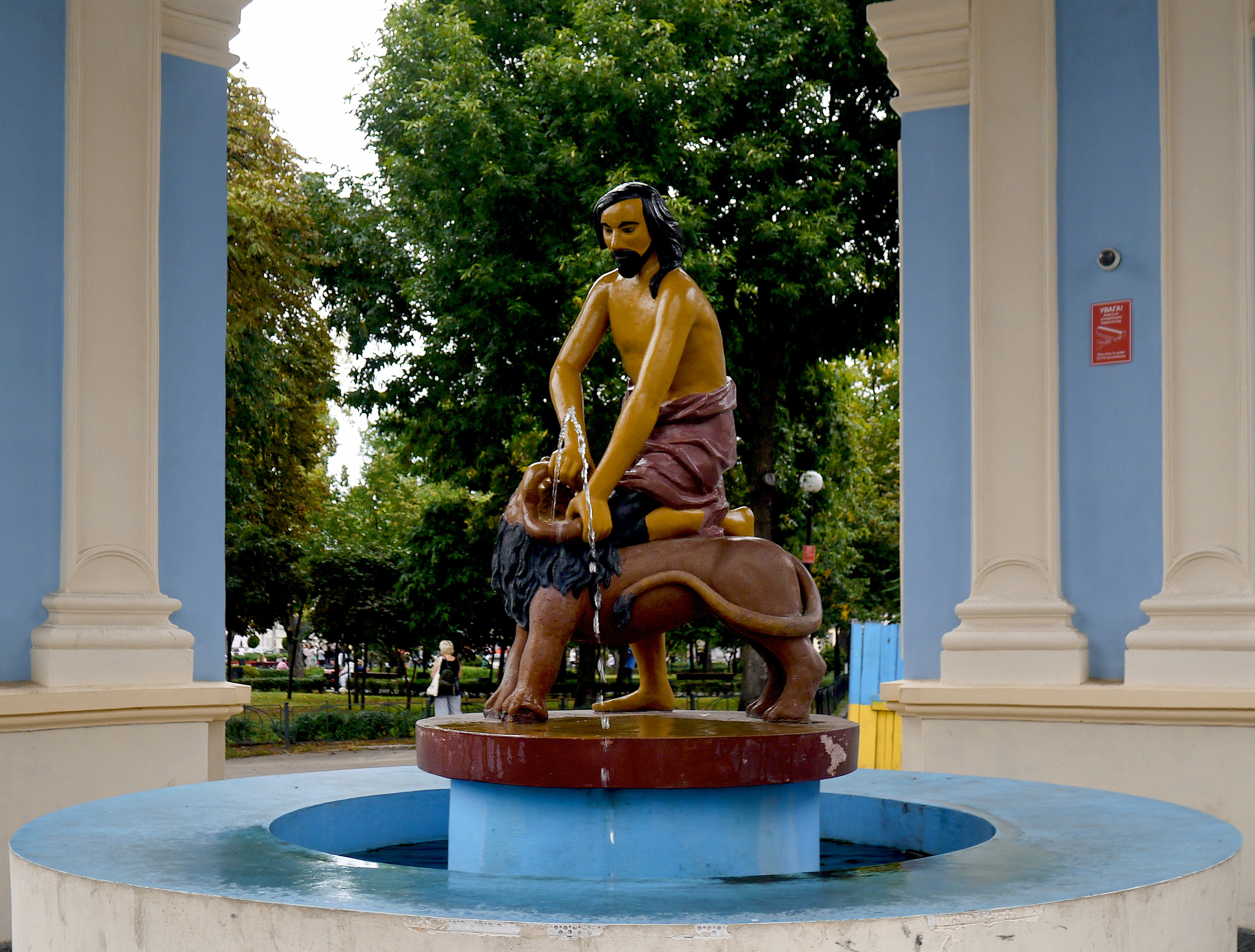
La statua di legno di Sansone. La statua si è salvata dalla distruzione della fontana originale ed è stata reinstallata nella nuova fontana una volta ultimata nel 1981

Durante la seconda metà degli anni '70 fu presa la decisione di reintrodurre l'atmosfera storica perduta nel vecchio quartiere dei mercanti e degli artigiani della capitale ucraina, come parte di uno sforzo per sviluppare il Podil come centro turistico di Kiev. In questi piani era inclusa la ricostruzione della Fontana di Sansone. Nell'autunno del 1977, il governo della RSS ucraina ordinò al consiglio comunale di Kiev di ricostruire la struttura, che fu terminata nel 1981. Fu costruita secondo i progetti dell'architetto ucraino V. P. Ševčenko. Oggi la fontana ha meridiane sulle colonne che contengono copie in cemento delle statue originali di Sant'Andrea e Sansone, gli originali sono esposti nel Museo nazionale d'Arte dell'Ucraina.